# Petaurista elegans
Petaurista elegans є видом гризунів родини Sciuridae. Зустрічається в гірських і гірських лісах на висоті 200–4000 метрів у Південно-Східній Азії на північ від Центрального Китаю та Східних Гімалаїв, хоча північні популяції іноді розглядаються як окремі види, P. caniceps, P. sybilla та P. marica. Дві з них, а також кілька інших популяцій не мають білих плям на верхній частині тіла.

## Морфологічні особливості
Petaurista elegans має довжину голови й тулуба від 30 до 38 сантиметрів і довжину хвоста від 35 до 40 сантиметрів. Довжина задньої лапи становить 59–68 міліметрів, довжина вуха 44–45 міліметрів. Отже, це один із менших видів у роду. Дорослі особини важать приблизно від 760 до 1040 грамів, причому самці трохи важчі за самиць.
Основне забарвлення тварин дуже різноманітне і коливається від рудо-коричневого до чорного. На спині зазвичай є світлі плями, які можуть бути різного розміру та щільності. У деяких популяцій тварини мають червонувату пляму на крупі, в інших по спині проходить чорна лінія. Сторона живота зазвичай світліша за спину. Колір ніг також може варіюватися від оранжево-коричневого до коричневого до чорного. Як і всі інші види летяг, ця має ковзаючу перетинку між передніми та задніми лапами, яка вкрита хутром, зазвичай темно-червоно-оранжевого кольору.

## Спосіб життя
Як і інші летяги, ця веде нічний спосіб життя і здатна ковзати (а не літати як кажан) на великі відстані між деревами, розправляючи патагіум, шкіру між кінцівками. Досить галасливий вид, який має протяжний крик, який часто можна почути вночі, проводить день у дуплі дерева, рідше на виступі скелі або в гнізді з рослинності на дереві. Має одного, іноді двох, дитинчат на виводок.

## Трофічні зв'язки
Відомо, що Petaurista споживає м'які фрукти, горіхи, листя та пагони, а також яйця, комах і личинок. Мало що відомо про хижаків P. elegans та їхні адаптації проти хижаків. Вони можуть бути найбільш сприйнятливими до летючих і деревних хижаків, таких як сови та цивети.